# Evangelische Kirche Marggrabowa
Die Evangelische Kirche in Marggrabowa war ein verputzter Backsteinbau aus dem 17. Jahrhundert und bis zu seiner Zerstörung im Zweiten Weltkrieg evangelisches Gotteshaus für die im Kirchspiel Marggrabowa (polnisch Olecko, umgangssprachlich auch: Oletzko, 1928–1945 Treuburg) lebenden Kirchenglieder.

## Geographische Lage
Die heute Olecko genannte Kreisstadt liegt im Osten der polnischen Woiwodschaft Ermland-Masuren an der Landesstraße DK 65 (einstige deutsche Reichsstraße 132), die den Nordosten Polens von der russischen bis zur belarussischen Staatsgrenze auf einer Länge von mehr als 200 Kilometer durchzieht.
Der Standort der Kirche war auf dem früheren Marktplatz, unweit des heutigen Plac Wolności genau an der Stelle, an der eine neu errichtete, 1987 geweihte katholische Kirche steht.

## Kirchengebäude
Im Jahre 1552 wurden in Marggrabowa zwei amtierende Geistliche genannt, Grund also für die Annahme, das damals bereits eine Kirche bestand. Im Jahr 1646 erhielt ihr Turm eine neue Spitze, deren Errichtung – wie die Akten vermerken – der Amtshauptmann Siegfried von Wallenrodt finanziell gefördert hatte. Beim Tatareneinfall 1656 allerdings brannte die Kirche nieder, wurde jedoch baldmöglichst wieder aufgebaut.
Bei der Kirche handelte es sich um einen verputzten Backsteinbau mit dreiseitigem Schluss. Der Westturm war vorgesetzt. Im Jahr 1901 wurde das Gebäude grundlegend renoviert, u. a. wurde das Kirchenschiff verlängert.
Der Kircheninnenraum hatte eine flache Holzdecke. Der von 1702 stammende Altaraufsatz, der beim Umbau 1901 etwas beschädigt wurde, war eine reiche Schnitzarbeit aus der Werkstatt des Joh. Chr. Döbel, mit einer Kreuzigungsgruppe im Hauptabschluss. Das Kruzifix an der Südwand wurde als Werk ebenfalls von Döbel eingeschätzt. Die Kanzel entstand 1692. Ihre Treppe zeigte das Wappen der Familie von Lesgewang, deren Sohn Friedrich Wilhelm von 1688 bis 1695 Amtshauptmann in Marggrabowa war.
Die Orgel aus dem 17. Jahrhundert wurde 1850 umgebaut. Das Geläut der Kirche bestand aus drei Glocken, die 1776, 1807 und 1839 gegossen worden waren.
Zur Marggrabowaer Kirche gehörte ein vergoldeter Silberkelch von 1859 sowie ein Silbertablett, das 1825 von Johann Christian Thun in Königsberg (Preußen) geschaffen wurde. Beide werden heute im Evangelischen Zentralarchiv in Berlin-Kreuzberg verwahrt. Auch eine Taufschale, die 1700 bis 1900 in Gebrauch war, wurde wiederentdeckt.

## Kirchengemeinde
Nur wenige Jahre nach Einführung der lutherischen Reformation in Ostpreußen wurde 1560 in Marggrabowa eine evangelische Kirchengemeinde gegründet. Ihr Kirchenpatronat war staatlich; im Jahr 1925 zählte sie 10.000 Gemeindeglieder, die in einem 16 Orte umfassenden und weitläufigen Kirchspiel lebten. Von Anfang an taten an der evangelischen Kirche in Marggrabowa zwei Geistliche Dienst, nach 1862 zeitweise um einen Hilfsprediger ergänzt.
Die Kirchengemeinde Marggrabowa gehörte bis 1945 zum Kirchenkreis Oletzko/Treuburg in der Kirchenprovinz Ostpreußen der Evangelischen Kirche der Altpreußischen Union. Flucht und Vertreibung der einheimischen Bevölkerung im Kriegszusammenhang brachten das kirchliche Leben in Marggrabowa zum Erliegen. Nur wenige evangelische Kirchenglieder leben heute in der von katholischer Bevölkerung geprägten Stadt. Sie besuchen die Gottesdienststätten in Gołdap (Goldap) bzw. Ełk (Lyck) innerhalb der Diözese Masuren der Evangelisch-Augsburgischen Kirche in Polen.

### Kirchspielorte
Zum Kirchspiel der evangelischen Kirche Marggrabowa gehörten vor 1945 16 Orte:
| Name      | Änderungsname 1938 bis 1945 | Polnischer Name |  | Name                         | Änderungsname 1938 bis 1945 | Polnischer Name |
| --------- | --------------------------- | --------------- |  | ---------------------------- | --------------------------- | --------------- |
| Babken    | Legenquell                  | Babki Oleckie   |  | Lengowen                     | Lengau                      | Łęgowo          |
| Dopken    | Markgrafsfelde              | Dobki           |  | Marggrabowa (Oletzko)        | (ab 1928) Treuburg          | Olecko          |
| Dullen    |                             | Duły            |  | Moosznen 1936–1938 Mooschnen | Moschnen                    | Możne           |
| Gollubien | Kalkhof                     | Golubki         |  | Olschöwen                    | (ab 1933) Erlental          | Olszewo         |
| Gordeyken | Gordeiken                   | Gordejki        |  | Prostkergut                  |                             | Imionki         |
| Jaschken  | Jesken                      | Jaśki           |  | Rosochatzken                 | (ab 1927) Albrechtsfelde    | Rosochackie     |
| Krupinnen |                             | Krupin          |  | Stobbenorth                  | (ab 1928) Stobbenort        | Pieńki          |
| Kukowen   | Reinkental                  | Kukowo          |  | Seedranken                   |                             | Sedranki        |

### Pfarrer
An der Kirche in Marggrabowa amtierten bis 1945 als evangelische Geistliche:
- Laurentius Prostcka, 1552–1587
- Johann Schenckenberg, 1588–1589
- Johann Kupzau, 1589–1625
- Leonhard Choinovius, bis 1594
- Salomo Wannowius, 1593–1607
- Paul Metellus, 1607–1631
- N. Borcik, 1609–1625
- Andreas Maeyer, ab 1625
- Joachim Lossau, 1631–1636
- Christoph Breuer, 1636–1655
- Daniel Schulz, 1636–1657
- Matthias Zielinski, 1657–1683
- St. de Poniatowa-Poniatowski, 1658–1663
- Martin Strugul, 1663
- Georg Möller, 1663–1687
- Georg Abramowitz, 1684–1702
- Christoph Cibrowius, 1687–1702
- Matthias Damanius Bielski, 1703
- Gottfried Reimer, 1703–1710
- Georg Mieczkowski, 1703–1710
- Albert Stosnowius, 1710–1731
- Michael Parschau, 1711–1725
- Bernhard Barth. Olschewius, 1725–1733
- Samuel Hoffmann, 1726–1754
- Johann Christian Funck, 1733–1742
- Johann Schultz, 1742–1757
- Michael Horn. 1755–1769
- Daniel Aegidii, 1757–1779
- Christoph Karl Kempen, 1769–1784
- Christian Jerosch, 1781–1786
- Christian Albrecht Orlowius, 1784–1816
- Friedrich Simon Szczepanski, 1784–1822
- Carl Gottlieb Skrzeczka, 1811–1819
- Karl Adam Rohmann, 1817–1822
- August Friedrich Cygan, 1820–1837
- Heinrich Friedrich Gizycki, 1822–1824
- Johann Carl Brzoska, 1824–1835
- Johann August Skrodzki, 1835–1840
- Ernst August Stern, 1837–1865
- Martin Friedrich Szczesny, 1841–1847
- Julius Robert Stiller, 1846–1853[6]
- Alexander Kohtz, 1853–1885[6]
- Adolf Eduard Rudloff, 1862–1864
- Johann C. Hermann Gawlick, 1865–1868
- Louis Schellong, 1869–1897[6]
- Franz Albert Rauch, 1885–1895
- Paul Hermann Rudolf Link, 1895–1897
- Leo Wilhelm Richard Bury, 1896–1898
- Ernst Theodor Teschner, 1898–1921
- Ernst Wilhelm Vogelreuter, 1898–1934
- Hermann Rudolf Niklas, 1921–1930
- Ernst Willamowski, 1930–1940
- Kurt Wiele, ab 1934
- Friedrich Kwiatkowski, 1939–1940
- Horst Markowski, 1940–1945
- Johannes Perle, 1943–1945

### Kirchenbücher
Von den Kirchenbuchunterlagen des Kirchspiels Marggrabowa haben sich erhalten und werden im Evangelischen Zentralarchiv in Berlin-Kreuzberg aufbewahrt:
- Taufen
  - Stadt: 1684–1754, 1775–1781, 1783–1928
  - Land: 1684–1754, 1775–1930
- Trauungen:
  - Stadt: 1800–1804, 1806–1905
  - Land: 1800–1804, 1806–1905
- Begräbnisse:
  - Stadt: 1774–1886, 1889–1891
  - Land: 1774–1922
- Konfirmationen:
  - Stadt: 1924–1934
  - Land: 1924–1934